# Elophos zirbitzensis
Elophos zirbitzensis is een vlinder uit de familie spanners (Geometridae). De wetenschappelijke naam is voor het eerst geldig gepubliceerd in 1902 door Pieszcek.
De soort komt voor in Europa.